# Lišaj
Lišaj (latinsko lichen) je simbiotska – torej uporabna za različne vrste – združba med eno ali več glivami, tako imenovanimi mikobionti, in enim ali več partnerji, ki lahko s fotosintezo pretvarjajo svetlobo v kemične nosilce energije. Ti fotobionti so zelene alge ali cianobakterije. V simbiozi so zelene alge označene tudi kot fikobionti, cianobakterije pa tudi kot cianobionti. Lastnosti lišajev se razlikujejo od lastnosti organizmov, ki jih sestavljajo. Šele v sožitju se razvijejo tipične rastne oblike lišaja in šele v skupnosti s fotobiontom mikobionti tvorijo značilne lišajske kisline. Veda o lišajih je lihenologija.
Po vsem svetu je približno 25.000 vrst lišajev. V srednji Evropi jih je približno 2000. Delež endemičnih vrst, ki se pojavljajo le v omejenem območju, je pri lišajih veliko manjši kot pri cvetnicah. Lišaji so vedno poimenovani po glivi, ki tvori lišaj, saj mu običajno ta daje obliko in strukturo. V lišaju je lahko prisotnih več fotobiontov. Nedavne raziskave so pokazale, da je lahko v lišaju prisotna več kot ena vrsta gliv. V biološki sistematiki uvrščamo lišaje med glive, med katerimi zavzemajo kot samostojna življenjska oblika posebno mesto; torej niso rastline.

## Struktura in rastne navade
Lišaji so na voljo v širokem spektru barv, od bele do svetlo rumene, različnih odtenkov rjave, bogate oranžne, temno rdeče, rožnate, olivno zelene, modrozelene in sive do črne barve.
Vegetativno telo lišaja tvori mreža glivičnih filamentov, tako imenovana »postelja«; vključena je populacija fotobiontov. Večina lišajev je sestavljena iz več plasti.
Pri večini listopadnih lišajev se na strani, ki je obrnjena stran od podlage (substrata), tvori zunanja plast gosto prepletenih glivnih niti, imenujemo jo zgornja skorja (a). Pod tem je sloj alg, v katerem so alge shranjene v ohlapni mreži gliv (b). Sledi plast, ki je sestavljena iz rahlega micelija brez alg (c). Temu sledi spodnja skorja (d), ki je obrnjena proti substratu in je zasidrana z rizini (e), koreninam podobnimi filamenti gliv, ki ležijo tesno ob substratu ali predrejo vanj. Takšna telesa lišajev, v katerih so fotobionti samo v eni plasti, imenujemo heteromerna. Po drugi strani pa, če fototrofni partner leži bolj ali manj naključno razpršen v telesu gobe, govorimo o homeomerni steljki.
Glede na rastno obliko in nosilno površino ležišča, imenovano tudi glivna steljka, ločimo:
- Skorjasti lišaji: so sestavljeni iz plasti, imenovanih areole. Ti se ne prilegajo vedno tesno skupaj. Lahko so nameščeni posamično ali v skupinah protalusa. Poleg tega lahko na rastlinskih ostankih, mahu, lubju in zemlji nastanejo zrnate, lakirane ali krastaste obloge. Psevdo-skorja se razvije kot posledica odmiranja najbolj zunanje plasti (nekralne plasti) in ostankov sluzne tvorbe celice. Rast telesa lišaja (talusa) se razmnožuje s to nekrotično plastjo sluzničnih, umirajočih celic.
- Listopadni ali listni lišaj: je ploščat (listni) in bolj ali manj ohlapno leži na podlagi. Morfološko so listni lišaji zelo raznoliki in poseljujejo različne habitate, na primer na mahovih, pa tudi na skalah. Tako kot pri rastlinskih listih rast listov optimizira donos svetlobe za fotosintezo fotobionta. Območje rasti je na »robovih listov«.
- Grmičasti lišaj: steljka je grmičasta, raste kot pokončna travna ruša na tleh ali skalah ali pa visi z dreves, mrtvega lesa ali skal (bradasti ali trakasti lišaj). Območje rasti je na koncu vsake veje.
- Želatinozni lišaji: to so lišaji s cianobakterijami kot partnerji, ki ob navlažitvi nabreknejo kot žele in so običajno črnkaste do temno olivne barve.[4]

Delitev na rastne oblike ne ustreza filogenetskim razmerjem. Podrobneje pa jih delimo v pet morfoloških tipov: poprh, skorjasti, luskasti, listasti, grmičasti.
- »Lišaji« iz Kunstformen der Natur Ernsta Haeckla, 1904
- Grmičasti, listnati in skorjasti lišaj

## Razširjenost in habitat
Številni lišaji rastejo le zelo počasi, običajno le nekaj milimetrov na leto, nekatere vrste celo le delčke milimetra. Zato lahko preživijo le na lokacijah, kjer niso preraščene z rastlinami in onemogočene fotosinteze. V vlažnih legah se pogosto ne morejo uveljaviti proti mahu. V primernih razmerah, kot sta stalna vlaga in primerne temperature, na primer v deževnem ali oblačnem gozdu, lišaji zrastejo za nekaj centimetrov na leto.
Podobne oblike rasti v delno ujemajočih se habitatih najdemo pri zračnih algah (aerofitih), ki rastejo tudi na izpostavljenih površinah, kot so debla ali skale, in jih lahko površinsko obarvajo. Rod Trentepohlia se pojavlja v srednji Evropi.
Lišaji imajo navadno skromne presnovne potrebe in so zadovoljni z majhnimi količinami mineralov iz prahu, ki ga odpihne z zrakom, ali hranil, ki jih vsebuje deževnica ali raztopljenih iz podtalja.
Mnoge vrste lahko razvijejo ekstremne habitate. Nekateri lišaji lahko rastejo na golih skalah, drugi pa so bili najdeni na skoraj 5000 metrih v Himalaji. Najdemo jih v vročih in mrzlih puščavah, pa tudi na resavah, v barjih in na območjih permafrosta ter lahko prenesejo temperature od -47 stopinj Celzija do +80 stopinj Celzija, ko so suhe. Na Antarktiki je mogoče najti približno 200 vrst lišajev; tudi na 86 stopinjah južne zemljepisne širine je v gorovju Horlick mogoče najti šest vrst lišajev. Obstajajo tudi dvoživke, kot je Verrucaria serpuloides, ki stalno živijo v vodi.
Lišaji kolonizirajo najrazličnejše lokacije, kot so drevesno lubje, kamenje, prst in celo zarjavela kovina, barva ali plastika; nekatere trdožive vrste lahko najdemo celo na prometnih cestah. Številne vrste lišajev so specifične za substrat, kar pomeni, da uspevajo samo na bazičnih kamninah, kot je apnenec ali dolomit, ali kislih, neapnenčastih silikatnih kamninah, kot so kremen, gnajs ali bazalt.
Lišaji, ki rastejo kot epifiti na drevesih, niso zajedavci; rastlini ne jemljejo hranil in vode, le fotosintezo nekoliko ovira pokrov. Kažejo jasne preference do določenih pogojev, kot je kislo lubje smreke, breze ali jelše ali z bazo bogato lubje oreha, norveškega javorja ali bezga. Te značilnosti so pogosto dragoceni pripomočki za identifikacijo. Številni lišaji sami služijo kot substrat za druge lišaje. Pogosto se oblikujejo tipična zaporedja, v katerih so različne vrste lišajev naložene ena na drugo v značilnem zaporedju.
Lišaji so pomembni pionirski organizmi na skalah, ki bodisi rastejo na vrhu skale ali celo prodrejo vanjo. Pri endolitskih lišajih je struga razvita znotraj kamnine in jo navzven prepoznamo le po razbarvanju kamnine. Pri predstavnikih rodu Verrucaria na apnencu so kot črne vdolbine vidne le plodiče, imenovane periteciji. Po izumrtju je bila skala prepredena z majhnimi jamami. Plast zelenih alg se pojavi šele po praskanju kamna. Kljub svoji neopaznosti imajo te vrste pomembno vlogo pri kemijsko-fizikalnem preperevanju in nastajanju tal, še toliko bolj, ker pogosto obsežno prekrivajo kamnine.
Ker lišaji po naravi ne ločijo podlage v naravnem in umetnem okolju, jih pogosto najdemo na zidovih, strehah, ograjah ali nagrobnikih. Slednje lahko uporabimo za datiranje rasti lišajev.
Najekstremnejši habitat, v katerem so lišaji lahko dokazali svojo sposobnost preživetja, je nedvomno vesolje. Poskusi, izvedeni maja 2005 lišaj (Rhizocarpon geographicum) in elegantni sončni lišaj (Xanthoria elegans), so pokazali, da sta ti vrsti sposobni vzdržati sovražne razmere zunaj Zemljine atmosfere vsaj približno dva tedna, da vzdržita temperaturo nihanja in visoka intenzivnost UV sevanja. V nedavni študiji (iz leta 2017) so znanstveniki na raziskovalnem inštitutu Senckenberg ugotovili, da se nekatere vrste lišajev razvijajo drugače glede na posamezne podnebne razmere in lahko tudi izberejo različne alge za simbiozo. Glivi Lasallia pustula in Lasallia hispanica živita glede na nadmorsko višino skupaj z različnimi zelenimi algami iz rodu Trebouxia. Obe kombinaciji sta bili najdeni v območju srednje nadmorske višine. Na podlagi analize DNK je bilo ugotovljeno, da lahko glive, ki tvorijo lišaje, teoretično živijo skupaj s sedmimi različnimi vrstami Trebouxia.

## Socializacija
Tako kot pri cvetnicah se tudi vrste lišajev pojavljajo med seboj ali z rastlinskimi vrstami. Poimenovanje takšnih združb sledi pravilom, določenim v kodeksu fitosociološke nomenklature.
Primer združbe, ki jo določajo lišaji, je Cladonio-Pinetum – lišajsko-borov gozd. Je gozdarsko najmanj zanimiva, a naravovarstveno posebej dragocena in redka lega borovega gozda z najnižjo vsebnostjo hranil. To skupnost v Srednji Evropi resno ogrožajo razpršeni vnosi onesnaževal in hranil po celotnem območju (evtrofikacija). V zaporedju, ki mu daje prednost hranila, ga izpodriva predvsem borov gozd.